# Danh sách nguyên thủ quốc gia Mông Cổ
Hiến pháp Mông Cổ được thông qua vào năm 1992 quy định rằng Tổng thống Mông Cổ là "người đứng đầu nhà nước và là hiện thân sự thống nhất của nhân dân Mông Cổ".
Mông Cổ tuyên bố độc lập khỏi Đế quốc Đại Thanh trong cuộc Cách mạng Mông Cổ năm 1911, dưới sự lãnh đạo của Bogd Khan (tức Jebtsundamba Khutuktu thứ 8). Từ năm 1911 đến năm 1924, trong thời kỳ Đại hãn quốc Mông Cổ, người đứng đầu nhà nước Mông Cổ trên danh nghĩa là Bogd Khan. Từ năm 1924 đến năm 1992, trong thời kỳ Cộng hòa Nhân dân Mông Cổ, danh hiệu chính thức người đứng đầu nhà nước đã trải qua nhiều thay đổi, bao gồm Chủ tịch Đại Khural Nhà nước, Chủ tịch Đoàn Chủ tịch Tiểu Khural Nhà nước, Chủ tịch Đoàn Chủ tịch Đại Khural Nhà nước, và cuối cùng là Chủ tịch Đoàn Chủ tịch Đại Khural Nhân dân.

## Nguyên thủ quốc gia Mông Cổ (1911–nay)
(Ngày tháng in nghiêng thể hiện sự tiếp tục thực tế chức vụ)
| Đại hãn quốc Mông Cổ (1911–1924)                 |                         |                                           |                      |                       |                     |                                                   |
| No.                                              | Chân dung               | Tên (Sinh-Mất)                            | Nằm quyền            | Nằm quyền             | Nằm quyền           | Chức vụ tôn giáo                                  |
| No.                                              | Chân dung               | Tên (Sinh-Mất)                            | Cai trị từ           | Cai trị đến           | Khoảng thời gian    | Chức vụ tôn giáo                                  |
| Đại Hãn Mông Cổ                                  |                         |                                           |                      |                       |                     |                                                   |
| 1                                                | Bogd Khan               | Bogd Khan (1869–1924)                     | 29 tháng 12 năm 1911 | 20 tháng 5 năm 1924 † | 12 năm, 143 ngày    | Jebtsundamba Khutuktu thứ 8                       |
| No.                                              | Chân dung               | Tên (Sinh–Mất)                            | Nhiệm kỳ             | Nhiệm kỳ              | Nhiệm kỳ            | Đảng chính trị                                    |
| No.                                              | Chân dung               | Tên (Sinh–Mất)                            | Bổ nhiệm             | Miễn nhiệm            | Thời gian đảm nhiệm | Đảng chính trị                                    |
| Quyền nguyên thủ quốc gia                        |                         |                                           |                      |                       |                     |                                                   |
| –                                                | Balingiin Tserendorj    | Balingiin Tserendorj (1868–1928) Quyền    | 20 tháng 5 năm 1924  | 28 tháng 11 năm 1924  | 192 ngày            | Đảng Nhân dân Mông Cổ                             |
| Cộng hòa Nhân dân Mông Cổ (1924–1992)            |                         |                                           |                      |                       |                     |                                                   |
| Chủ tịch Đại Khural Nhà nước                     |                         |                                           |                      |                       |                     |                                                   |
| 2                                                | Navaandorjiin Jadambaa  | Navaandorjiin Jadambaa (1900–1939)        | 28 tháng 11 năm 1924 | 29 tháng 11 năm 1924  | 1 ngày              | Đảng Nhân dân Mông Cổ                             |
| Chủ tịch Đoàn Chủ tịch Tiểu Khural Nhà nước      |                         |                                           |                      |                       |                     |                                                   |
| 3                                                | Peljidiin Genden        | Peljidiin Genden (1892–1937)              | 29 tháng 11 năm 1924 | 15 tháng 11 năm 1927  | 2 năm, 351 ngày     | Đảng Nhân dân Mông Cổ                             |
| 4                                                | Jamtsangiin Damdinsüren | Jamtsangiin Damdinsüren (1898–1938)       | 16 tháng 11 năm 1927 | 23 tháng 1 năm 1929   | 1 năm, 68 ngày      | Đảng Nhân dân Mông Cổ                             |
| 5                                                | Khorloogiin Choibalsan  | Khorloogiin Choibalsan (1895–1952)        | 24 tháng 1 năm 1929  | 27 tháng 4 năm 1930   | 1 năm, 93 ngày      | Đảng Nhân dân Mông Cổ                             |
| 6                                                | Losolyn Laagan          | Losolyn Laagan (1887–1940)                | 27 tháng 4 năm 1930  | 2 tháng 7 năm 1932    | 2 năm, 66 ngày      | Đảng Nhân dân Mông Cổ                             |
| 7                                                | Anandyn Amar            | Anandyn Amar (1886–1941)                  | 2 tháng 7 năm 1932   | 22 tháng 3 năm 1936   | 3 năm, 264 ngày     | Đảng Nhân dân Mông Cổ                             |
| 8                                                | Dansranbilegiin Dogsom  | Dansranbilegiin Dogsom (1884–1941)        | 22 tháng 3 năm 1936  | 9 tháng 7 năm 1939    | 3 năm, 109 ngày     | Đảng Nhân dân Mông Cổ                             |
| Khuyết (9 tháng 7 năm 1939 – 6 tháng 7 năm 1940) |                         |                                           |                      |                       |                     |                                                   |
| 9                                                | Gonchigiin Bumtsend     | Gonchigiin Bumtsend (1881–1953)           | 6 tháng 7 năm 1940   | 6 tháng 7 năm 1951    | 11 năm, 362 ngày    | Đảng Nhân dân Mông Cổ                             |
| Chủ tịch Đoàn Chủ tịch Đại Khural Nhà nước       |                         |                                           |                      |                       |                     |                                                   |
| (9)                                              | Gonchigiin Bumtsend     | Gonchigiin Bumtsend (1881–1953)           | 6 tháng 7 năm 1951   | 23 tháng 9 năm 1953 † | 2 năm, 79 ngày      | Đảng Nhân dân Mông Cổ                             |
| –                                                | Sükhbaataryn Yanjmaa    | Sükhbaataryn Yanjmaa (1893–1963) Quyền    | 23 tháng 9 năm 1953  | 7 tháng 7 năm 1954    | 287 ngày            | Đảng Nhân dân Mông Cổ                             |
| 10                                               | Jamsrangiin Sambuu      | Jamsrangiin Sambuu (1895–1972)            | 7 tháng 7 năm 1954   | 7 tháng 7 năm 1960    | 6 years             | Đảng Nhân dân Mông Cổ                             |
| Chủ tịch Đoàn Chủ tịch Đại Khural Nhân dân       |                         |                                           |                      |                       |                     |                                                   |
| (10)                                             | Jamsrangiin Sambuu      | Jamsrangiin Sambuu (1895–1972)            | 7 tháng 7 năm 1960   | 21 tháng 5 năm 1972 † | 11 năm, 319 ngày    | Đảng Nhân dân Mông Cổ                             |
| –                                                | Tsagaanlamyn Dügersüren | Tsagaanlamyn Dügersüren (1914–1986) Quyền | 21 tháng 5 năm 1972  | 29 tháng 6 năm 1972   | 39 ngày             | Đảng Nhân dân Mông Cổ                             |
| –                                                | Sonomyn Luvsan          | Sonomyn Luvsan (1912–1986) Quyền          | 29 tháng 6 năm 1972  | 11 tháng 6 năm 1974   | 1 năm, 347 ngày     | Đảng Nhân dân Mông Cổ                             |
| 11                                               | Yumjaagiin Tsedenbal    | Yumjaagiin Tsedenbal (1916–1991)          | 11 tháng 6 năm 1974  | 23 tháng 8 năm 1984   | 10 năm, 73 ngày     | Đảng Nhân dân Mông Cổ                             |
| –                                                | Nyamyn Jagvaral         | Nyamyn Jagvaral (1919–1987) Quyền         | 23 tháng 8 năm 1984  | 12 tháng 12 năm 1984  | 111 ngày            | Đảng Nhân dân Mông Cổ                             |
| 12                                               | Jambyn Batmönkh         | Jambyn Batmönkh (1926–1997)               | 12 tháng 12 năm 1984 | 21 tháng 3 năm 1990   | 5 năm, 99 ngày      | Đảng Nhân dân Mông Cổ                             |
| 13                                               | Punsalmaagiin Ochirbat  | Punsalmaagiin Ochirbat (1942–)            | 21 tháng 3 năm 1990  | 3 tháng 9 năm 1990    | 166 ngày            | Đảng Nhân dân Mông Cổ                             |
| Chủ tịch Cộng hòa Nhân dân Mông Cổ               |                         |                                           |                      |                       |                     |                                                   |
| (13)                                             | Punsalmaagiin Ochirbat  | Punsalmaagiin Ochirbat (1942–)            | 3 tháng 9 năm 1990   | 12 tháng 2 năm 1992   | 1 năm, 162 ngày     | Đảng Nhân dân Mông Cổ                             |
| Mông Cổ (1992–nay)                               |                         |                                           |                      |                       |                     |                                                   |
| Tổng thống                                       |                         |                                           |                      |                       |                     |                                                   |
| (13)                                             | Punsalmaagiin Ochirbat  | Punsalmaagiin Ochirbat (1942–)            | 12 tháng 2n ăm 1992  | 20 tháng 6 năm 1997   | 5 năm, 128 ngày     | Đảng Nhân dân Mông Cổ Đảng Dân chủ Xã hội Mông Cổ |
| 14                                               | Natsagiin Bagabandi     | Natsagiin Bagabandi (1950–)               | 20 tháng 6 năm 1997  | 24 tháng 6 năm 2005   | 8 năm, 4 ngày       | Đảng Nhân dân Mông Cổ                             |
| 15                                               | Nambaryn Enkhbayar      | Nambaryn Enkhbayar (1958–)                | 24 tháng 6 năm 2005  | 18 tháng 6 năm 2009   | 3 năm, 359 ngày     | Đảng Nhân dân Mông Cổ                             |
| 16                                               | Tsakhiagiin Elbegdorj   | Tsakhiagiin Elbegdorj (1963–)             | 18 tháng 6 năm 2009  | 10 tháng 7 năm 2017   | 8 năm, 22 ngày      | Đảng Dân chủ Mông Cổ                              |
| 17                                               | Khaltmaagiin Battulga   | Khaltmaagiin Battulga (1963–)             | 10 tháng 7 năm 2017  | 25 tháng 6 năm 2021   | 3 năm, 350 ngày     | Đảng Dân chủ Mông Cổ                              |
| 18                                               | Ukhnaagiin Khürelsükh   | Ukhnaagiin Khürelsükh (1968–)             | 25 tháng 6 năm 2021  | Incumbent             | 3 năm, 268 ngày     | Đảng Nhân dân Mông Cổ                             |